# Johan III van Nassau-Beilstein
Johan III van Nassau-Beilstein (17 november 1495 - 11 december 1561) was de laatste graaf van Nassau-Beilstein, een deel van het graafschap Nassau. Hij stamt uit de Ottoonse Linie van het Huis Nassau.

## Biografie
Johan was de oudste zoon van graaf Johan II van Nassau-Beilstein en Maria van Solms-Braunfels, dochter van graaf Otto II van Solms-Braunfels en Anna van Nassau-Wiesbaden-Idstein (een dochter van Johan van Nassau-Wiesbaden-Idstein).
Na het vroege overlijden van zijn vader volgde Johan hem op. Zijn broer Hendrik was ingetreden in de Johannieter Orde. Zijn oom Bernhard claimde echter ook aanspraken op de erfenis te hebben. Door dit conflict verkreeg Bernhard uit de Keur-Keulse pandschappen de heerlijkheid Lahr en inkomsten uit de ambten Altenwied en Linz als schadeloosstelling.
Johan behoorde tot het gevolg van Herman V van Wied, de aartsbisschop en keurvorst van Keulen. Met hem reisde Johan in 1520 naar de kroning van Karel V in Aken en het jaar daarop naar de Keur-Keulse landdag in Bonn. Vanwege de nauwe banden met Keulen bleef Johan, en dus het graafschap Nassau-Beilstein, rooms-katholiek, terwijl Nassau-Siegen zich bij de Reformatie aansloot.
In 1533 loste Keur-Keulen de pandschappen Altenwied, Lahr en Linz in. Als gevolg daarvan was een nieuwe verdeling tussen Johan en zijn oom Bernhard noodzakelijk. Bernhard verkreeg nu de burcht Liebenscheid en inkomsten uit de heerlijkheid Westerwald als eigendom. Johan gebruikte in 1534 het van Keur-Keulen verkregen geld om het pandschap over Löhnberg en Driedorf te verwerven. Reeds het jaar daarop lukt het landgraaf Filips I van Hessen om Driedorf voor het landgraafschap Hessen terug te krijgen.
Voor zijn graafschap vaardigde Johan in 1541 een nieuwe verordening voor de rechtspraak uit, en stichtte met keizerlijke goedkeuring een jaar- en veemarkt in Emmerichenhain.
Met het overlijden van zijn oom Bernhard in 1556 erfde hij diens bezittingen en verenigde zodoende alle Beilsteinse gebieden weer in zijn hand.
Johan overleed in 1561 zonder legitieme kinderen. Zodoende stierf het Huis Nassau-Beilstein uit. In zijn testament had Johan zijn verwant Willem I van Nassau-Siegen als enig erfgenaam aangewezen. Omdat deze al was overleden, was het diens zoon Johan VI van Nassau-Siegen die het graafschap Nassau-Beilstein erfde, ondanks dat de graven van Sayn en Solms er ook aanspraak op maakten.

## Huwelijk en kinderen
Johan huwde op 16 februari 1523 met Anna van Nassau-Weilburg (7 oktober 1505 - Löhnberg, 28 november 1564), dochter van graaf Lodewijk I van Nassau-Weilburg en Maria Margaretha van Nassau-Wiesbaden (een dochter van Adolf III van Nassau-Wiesbaden). Anna werd begraven in de Sint-Maartenskerk te Weilburg. Het huwelijk van Johan en Anna bleef kinderloos.

### Buitenechtelijke kinderen
Johan had twee buitenechtelijke kinderen bij een onbekend gebleven vrouw:
1. Elisabeth van Nassau († vóór 1586). Ze huwde vóór 1542 met Veit Schwab, afkomstig uit Ehrentzheim, schout in het Westerwald. Ze hertrouwde vóór 1586 met Konrad Loos († 1586/89), schout in het Westerwald.
2. Anna van Nassau († 1565/66). Ze huwde in 1536 met Henne, afkomstig uit Asbom, meesterkok te Beilstein. Ze hertrouwde met Paulus Bender († Beilstein, 1565/66), afkomstig uit Felsbach.